# 石井美保
石井 美保（いしい みほ、1976年6月23日 - ）は、株式会社エール代表。元アミューズ所属。血液型Ｂ型。

## 来歴
サンフランシスコ出身、青山学院大学卒業。離婚後、娘との生活のために、29歳でまつ毛エクステンションの仕事を始めた。
2015年10月5日、株式会社エール設立。麻布十番にサロンRicheと、Riche Eyelist Academyを経営し、健康食品も販売している。
美容家と称しているが、美容師免許は取得していない。

## 出演

### 雑誌
「VoCE」「美ST」「MAQUIA」「美的」「mina」「美人百花」「GLOW」「By.S」「ママガール」

### 書籍
- 「一週間であなたの肌は変わります」講談社(2020年4月10日）
- 「きれいな人には理由がある 石井美保の「オトナ美肌」のつくり方」扶桑社(2018年10月5日）
- 「大人美論」宝島社(2018年8月31日)
- 「石井美保のSecret Beauty」宝島社（2017年4月22日）
- 「石井美保のBeauty Style」宝島社（2016年3月14日）